# Triod
Triodul e o perioadă din anul liturgic bizantin, cuprinzând Postul Mare și Săptămâna Mare, precedat de o perioadă pregătitoare ce are ca scop lăsatul secului. Triodul durează 70 de zile, din Duminica vameșului și a fariseului până în Sâmbăta Mare.
Numele acestei perioade vine de la faptul că în acest timp se cântă doar trei ode poetice la utrenie, în loc de nouă, câte se cântă peste an. Cele trei ode poetice sunt înlocuite, potrivit tipicelor, însă mai puțin în practică, cu șase cântări biblice. Cărțile liturgice specifice sunt triodul și strastnicul.

## Partea pregătitoare
Triodul începe cu duminica vameșului și a fariseului, după care urmează o săptămână relativ obișnuită din punct de vedere liturgic și ascetic, apoi duminica fiului risipitor.
Începând cu această duminică, săptămâna ce urmează, numită și săptămâna cărnii, va fi de frupt. Sâmbăta va avea un tropar special. Urmează duminica înfricoșatei judecăți, iar începând cu luni dimineața are loc lăsatul secului de carne, însă se mănâncă brânzeturi, ouă și pește. Sâmbăta aceleiași săptămâni va avea un special. 
Urmează duminica izgonirii lui Adam din rai, ultima în care se mai mănâncă de frupt, pentru că a doua zi dimineața se face lăsatul secului de brânză, intrându-se în post.
Aceste duminici de intrare în triod au câteva caracteristici liturgice, dintre care cele mai însemnate sunt troparele și condacele proprii, apoi polieleul cuprinzând psalmul 137: «La râul Babilonului», precum și troparul «Iată mirele vine» la utrenie și vecernie.

## Postul Mare (Păresimile)
În acest timp se lasă mineiul la o parte aproape în mod definitiv, fiind înlocuit cu cartea triodului.

## Săptămâna Mare
Săptămâna Mare e un timp liturgic cu totul deosebit, cartea triodului fiind folosită în mod exclusiv.

## Muzică
- Cântările Triodului interpretate de Corul Bizantin al Patriarhiei Române
- Cântări din Săptămâna Mare interpretate de Corul Bizantin al Patriarhiei Române